# Torre d'en Galmés

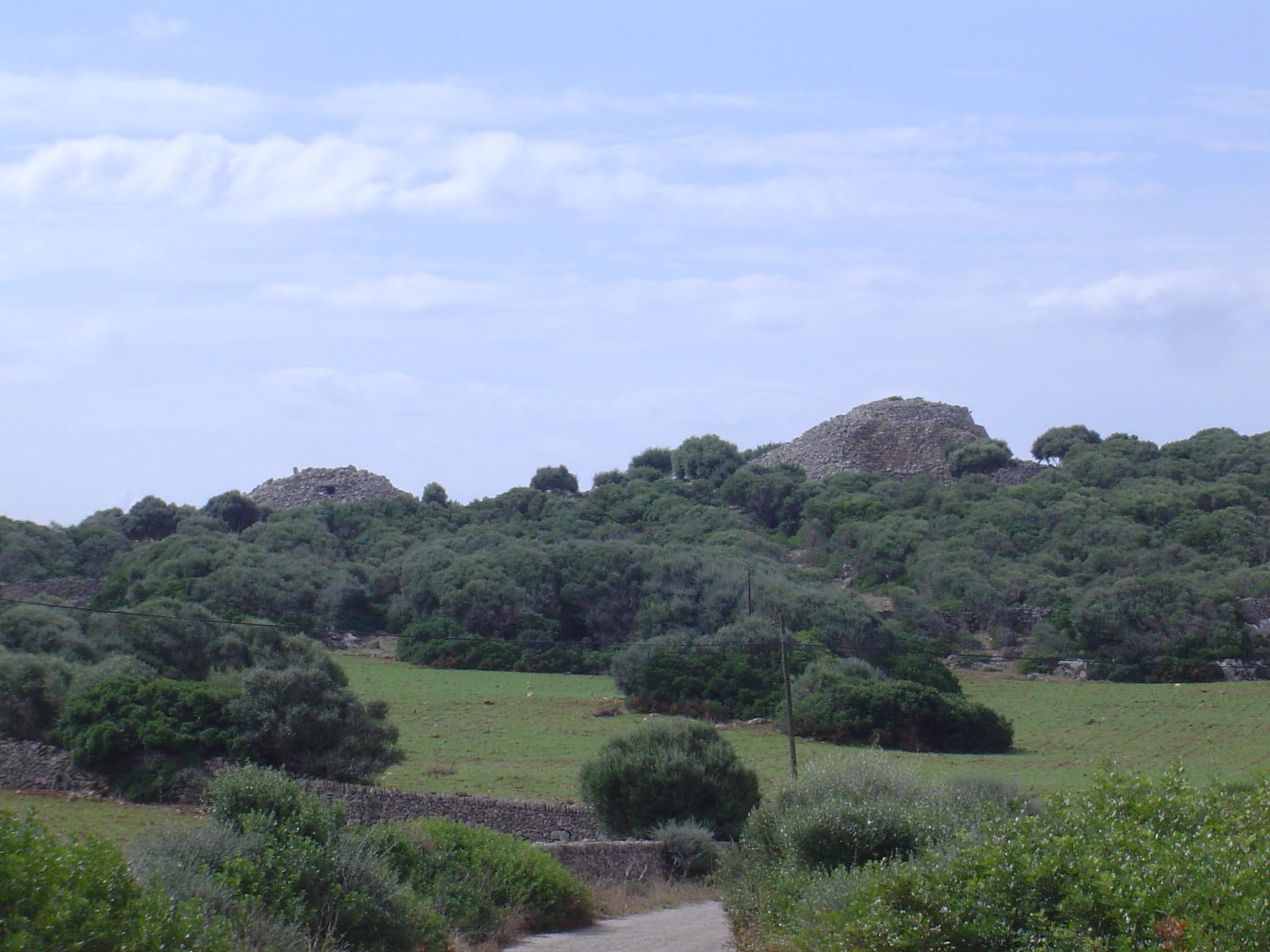
Vista de Torre d'en Galmés desde el norte. Se observan dos de los talayotes

El poblado talayótico de Torre d'en Gaumés (o Galmés), situado en Menorca, es uno de los yacimientos arqueológicos más grandes de las Islas Baleares. Está situado sobre una colina desde la cual se observa gran parte del sur de la isla. Se accede a él por la carretera que va desde el pueblo de Alayor a la playa de Son Bou. Cronológicamente, perduró desde la época pretalayótica (antes del 1400 a. C.) hasta la época romana, aunque también se han encontrado algunos restos de época medieval. No obstante, la mayoría de las estructuras visibles en la actualidad corresponden a la Edad del Hierro.
Es uno de los 32 yacimientos prehistóricos menorquines que se presentan a la candidatura de la Menorca Talayótica como patrimonio de la humanidad ante la UNESCO.

## Localización
La Torre d'en Galmés es un poblado que se encuentra en una colina cercana a la carretera de Alayor-Son Bou; se llega a partir de un camino situado a la izquierda de la carretera, debidamente señalizado. Desde el poblado se puede ver parte del sur de Menorca y, a veces, las borrosas cimas de las montañas de Mallorca.

## Descripción
Se trata del poblado prehistórico más grande de las Islas Baleares, con una extensión de 62.000 m² . El segundo poblado más importante en extensión se encuentra en Mallorca con unas dimensiones de 17.000 metros cuadrados. Ofrece monumentalidad y variedad de restos: tres talayotes, un sistema de recogida de aguas pluviales, tres salas hipóstilas, un recinto de taula, 27 viviendas documentadas y diversas cuevas excavadas en la roca.
El poblado está dominado por tres talayotes, que ocupan la parte más alta como corresponde a su función de atalayas de vigilancia y control del territorio. Muy cerca de los talayotes se encuentra un espacio de carácter religioso llamado recinto de taula. Por todo el poblado se pueden observar edificaciones circulares destinadas a la vida doméstica, algunas de ellas excavadas i restauradas durante las últimas décadas.

En la parte baja de la colina se encuentran algunas viviendas con sala hipóstila, o sala con columnas, estructura adosada que servía como almacén o habitación auxiliar.  Otra característica a destacar del poblado talayótico es el medio de aprovechamiento del agua de lluvia, mediante filtros naturales excavados en la roca y canalizaciones que la conducían hasta grandes depósitos.

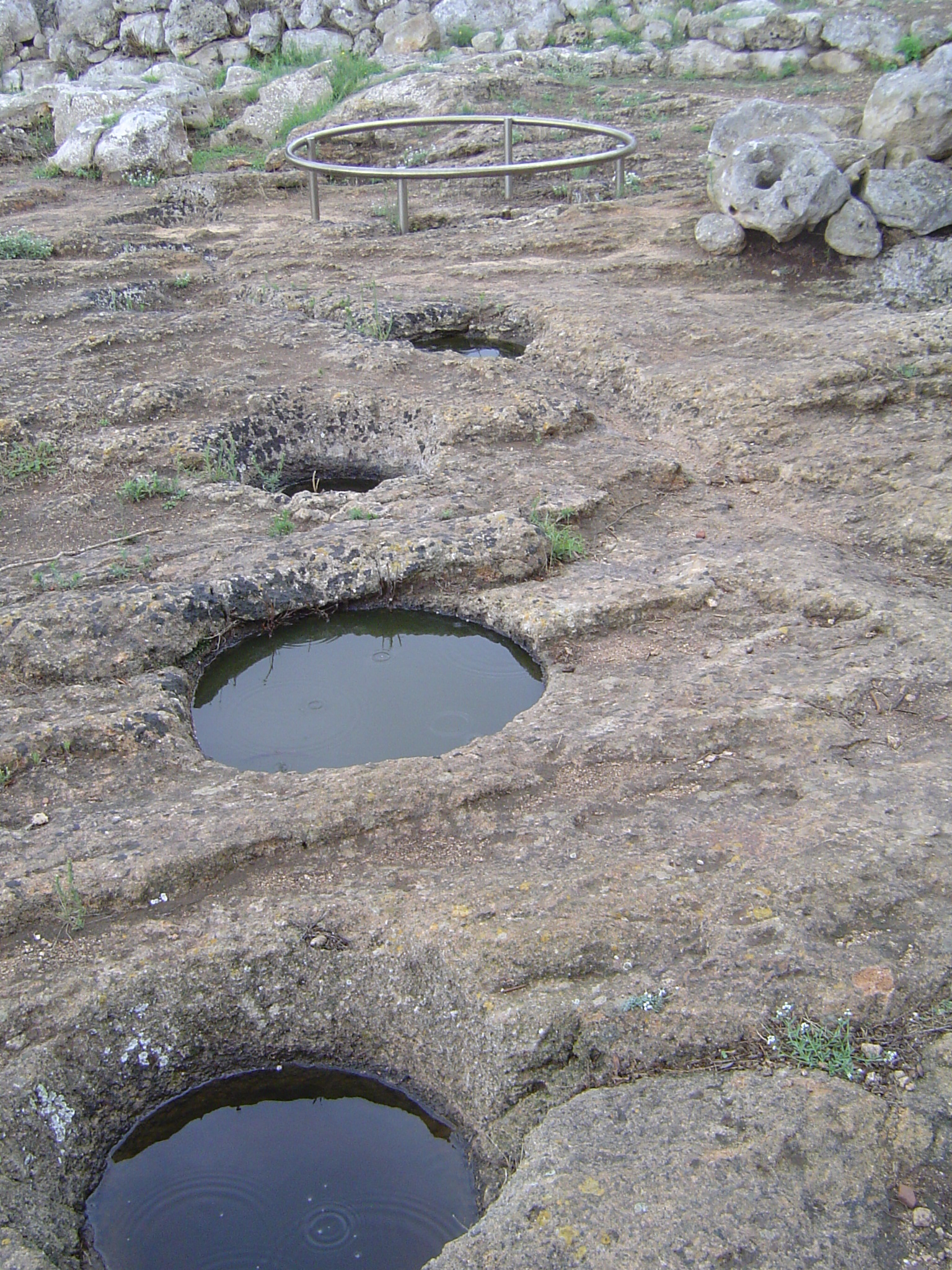
El sistema de recogida de agua de lluvia de la zona sur del poblado.

En el asentamiento se observan estructuras que pueden ser interpretadas como espacios públicos y otras como espacios privados. Respecto a los primeros, sobresalen los tres talayotes y el santuario o recinto de taula. El elemento central de este santuario, con planta en forma de herradura, era originalmente una gran "T" de piedra formada por dos losas superpuestas, aunque actualmente la losa vertical se encuentra rota. Ésta presenta unas dimensiones de 1,95 m de altura, 1,50-1,60 m de largo, 0,40 m de grosor. La piedra capitel, de 1,18-1,25 m de altura, 2,32 m de longitud y 0,65 m de grosor, se encuentra tumbada ante la piedra soporte; se reutilizó como sepultura en poca tardo-romana o medieval. 
En la segunda categoría se encontrarían las casas circulares, con la entrada orientada al sur y construidas mediante técnica ciclópea, como es habitual en la arquitectura talayótica. Las habitaciones de las casas estaban separadas entre sí por muros que surgían de modo radial desde el patio central de la vivienda. 

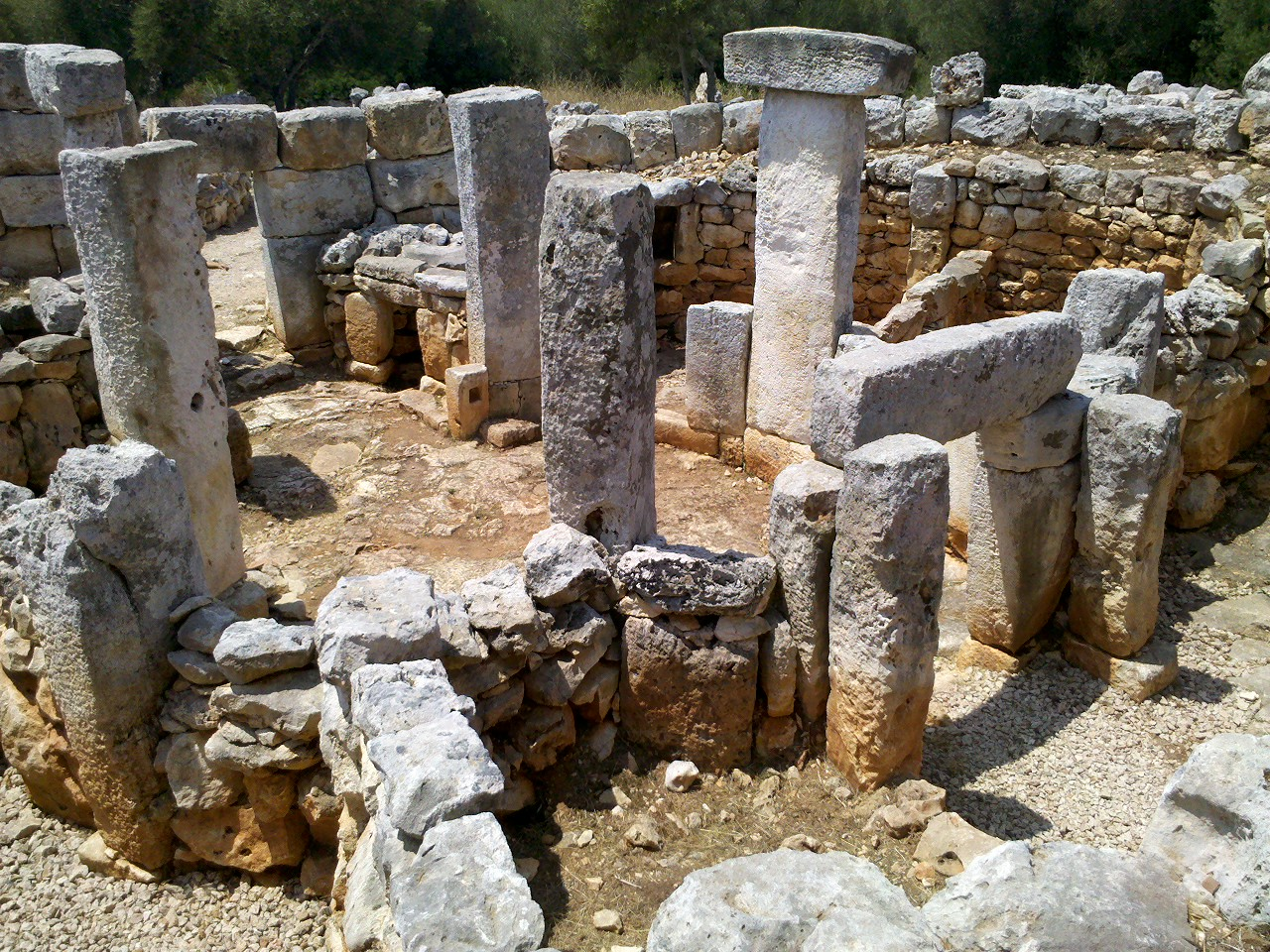
Vista del interior del Círculo Cartailhac

Por lo que respecta a los materiales arqueológicos recuperados en este yacimiento, destaca una figurita de bronce del dios egipcio Imhotep, encontrada en el recinto de taula. Se trata de la única figura de estas características encontrada en contexto arqueológico, fuera de Egipto. Los objetos que la acompañaban permiten proponer que en Torre d'en Galmés vivió alguien que conocía los rituales vinculados al culto a Imhotep.
En Torre d'en Galmés trabajan de modo regular, actualmente, equipos de arqueólogos vinculados al Museo de Menorca y a la Universidad de Boston. El yacimiento se encuentra museizado y abierto al público, disponiendo de un centro de interpretación para ayudar al visitante a interpretar los restos.
Cerca del poblado se encuentra un dolmen y las ruinas de un edificio talayótico conocido como “Sa Comerma de sa Garita”.